# ورزشگاه ۱۵ هزار نفری (زنجان)
ورزشگاه ۱۵ هزار نفری زیتون زنجان یک استادیوم فوتبال در حال ساخت با گنجایش پانزده هزار نفر تماشاگر و در شمال شهر زنجان در کنار مجموعه تفریحی گاوازنگ می‌باشد.
این استادیوم با ۶۰۶۰۶ متر مربع زیر بنا یکی از پروژه‌های عمرانی شرکت زنگان پرشیا می‌باشد.
این پروژه عمرانی یک از طرح‌های مهرماندگار استان زنجان است و برای نخستین‌بار در منطقه شمال‌غرب از سیستم گرمایشی از کف در این استادیوم استفاده خواهد شد.